# Supernova

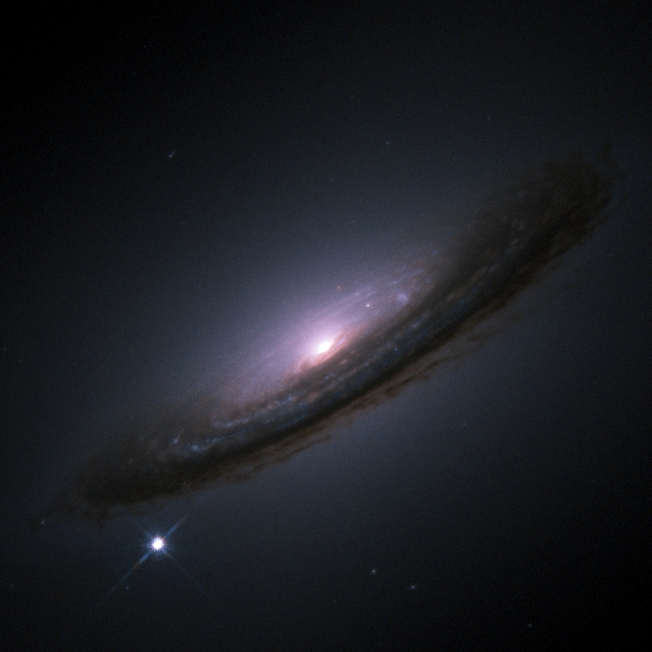
De supernova 1994D in het lensvormige sterrenstelsel NGC 4526

Een supernova (SN) (meervoud: supernovae of supernova's. Het meervoud "supernovii" wordt niet algemeen geaccepteerd.) is het verschijnsel waarbij een ster 'op spectaculaire wijze' explodeert. De uitbarsting is herkenbaar aan de 'enorme' hoeveelheid licht die hierbij wordt uitgestraald. De ster vlamt op met de lichtkracht van honderden miljoenen tot meer dan een miljard zonnen. De sterkste supernovae worden hypernova genoemd.
Supernovae ontstaan via twee mogelijke mechanismen: ten eerste zijn ze het natuurlijke levenseinde van alle zware sterren (supernovae van de typen Ib, Ic en II); ten tweede kunnen witte dwergen in nauwe dubbelsterren zich ontwikkelen tot een supernova (type Ia). De chemische elementen met een atoomnummer groter dan dat van ijzer danken hun ontstaan aan supernovae door middel van neutronenvangst.

## Kenmerken

SN 2018gv met de lichtkromme

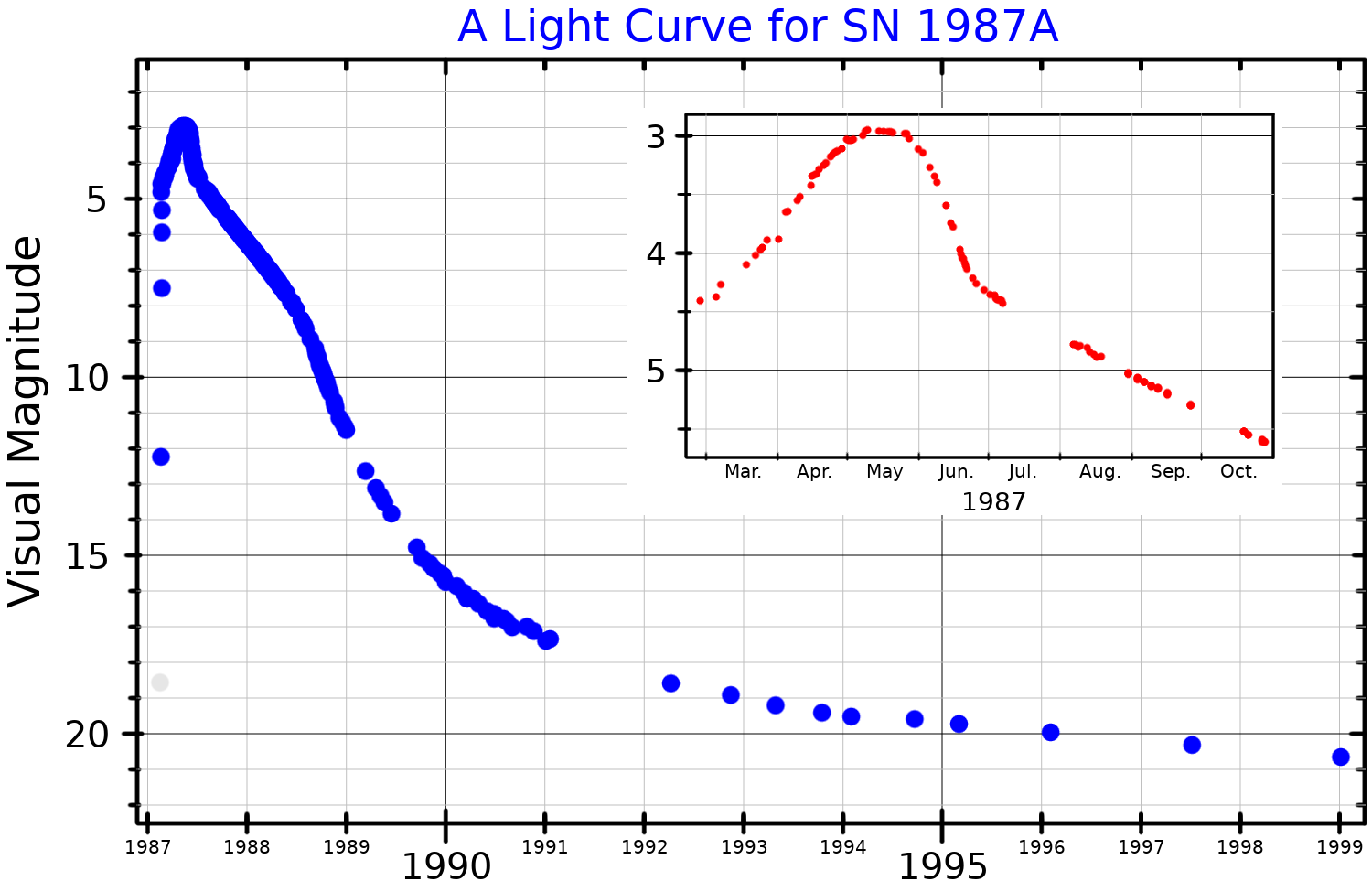
Lichtkromme van supernova SN 1987A

De naam "supernova" (de "super"-variant van een nova = nieuwe ster) wijst op het opvallendste kenmerk van een supernova: de grote helderheidstoename. Waar de ster voorheen zo zwak was dat hij niet of nauwelijks zichtbaar was, kan hij afhankelijk van de afstand tot de Aarde als supernova enige tijd de hemel domineren. 
Dit spectaculaire verschijnsel is vrij zeldzaam. Over de afgelopen 2000 jaar zijn er in het melkwegstelsel minder dan tien waargenomen: in de jaren 185, 386 (misschien), 393, 1006, 1054, 1181, 1572 en 1604. Er moeten er meer zijn geweest, want van sommige recente supernovae zijn in radiostraling de uitdijende restanten nog zichtbaar. Maar die zijn niet door mensen gezien, bijvoorbeeld doordat de supernova aan het oog werd onttrokken door donkere gaswolken, of doordat de telescoop nog niet was uitgevonden. Geschat wordt dat er in een sterrenstelsel als het onze gemiddeld één tot drie supernovae per eeuw optreden.

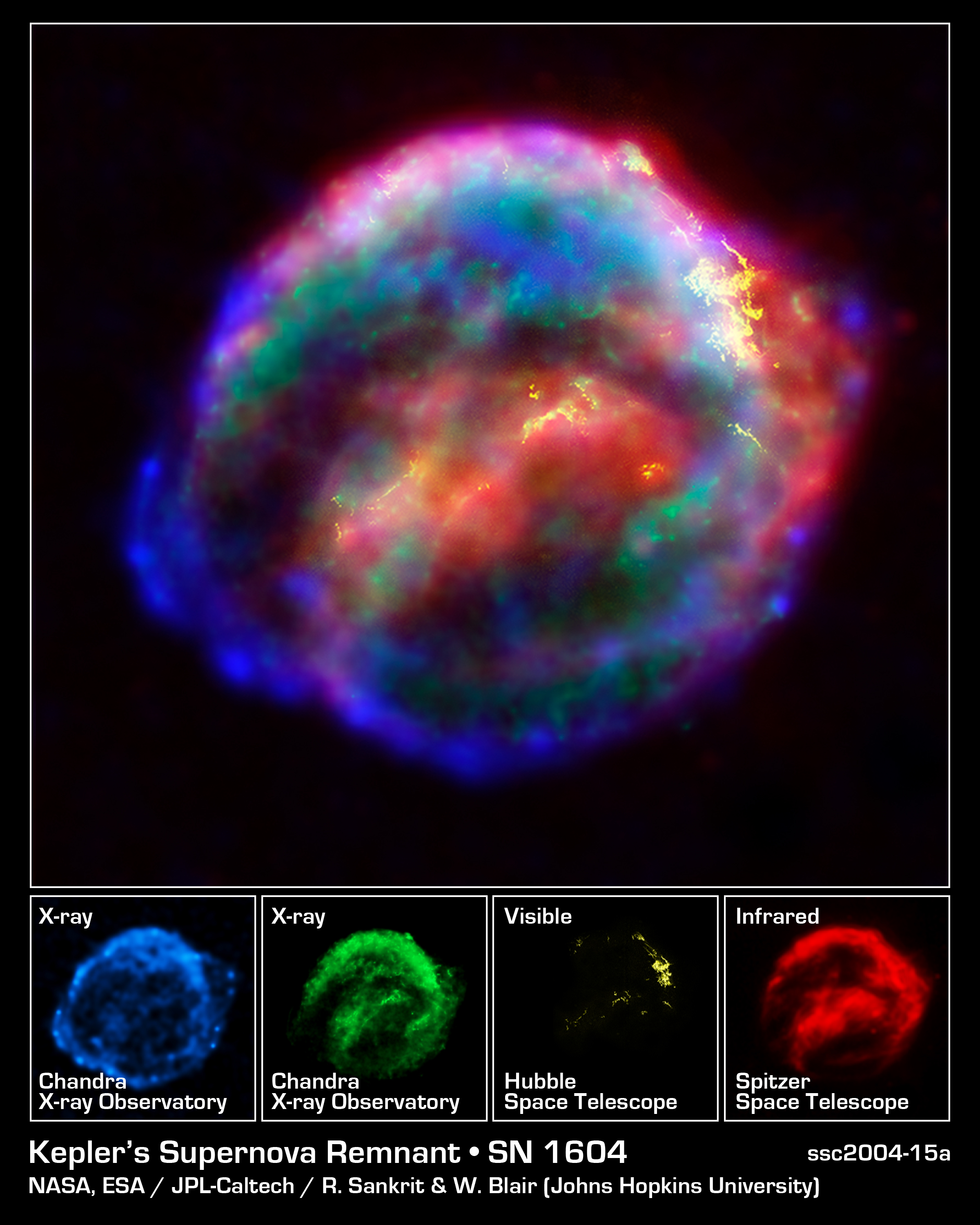
Supernovarest van Keplers supernova

Na een supernova kan van de ster een zogenaamde neutronenster overblijven: een klein, superzwaar lichaam, of als de massa daar groot genoeg voor was, een zwart gat, een lichaam zo zwaar en dicht dat zelfs licht niet kan ontsnappen aan zijn zwaartekracht. Neutronensterren kunnen worden waargenomen als pulsars. De lagen van de ster die bij de explosie worden afgestoten, worden na enkele jaren voor telescopen zichtbaar als een zich uitbreidende nevelvlek, de supernovarest. Een voorbeeld is de Krabnevel, die ontstaan is bij de SN 1054, een supernova die werd waargenomen in het jaar 1054. De eerste pulsar die geassocieerd werd met een supernovarest was de Vela-pulsar in 1968.
Sterren die exploderen als supernova, zijn de bron bij uitstek van alle chemische elementen in het heelal zwaarder dan waterstof en helium. Bij de hoge temperaturen die kort vóór de supernova-explosie in de ster heersen, zijn allerlei kernreacties mogelijk, waarbij zelfs elementen worden gevormd die veel zwaarder zijn dan ijzer. Dit gebeurt door middel van het r-proces, het s-proces, en het p-proces. Supernova-explosies blazen deze elementen daarna de ruimte in. Dit zijn de elementen die, samen met voornamelijk waterstof, planeten en alles op Aarde – inclusief onszelf – maken.

### Helderheid en tijdsverloop
Het opvallendste kenmerk van supernovae is hun grote helderheid: een supernova kan even helder zijn als het hele sterrenstelsel waarin ze zich voordoet. De maximale lichtsterkte van een supernova bedraagt ongeveer 1036 joule/seconde (absolute magnitude –19), wat 3 miljard maal zo helder is als onze zon. Deze helderheid blijft enkele weken bestaan, waarna ze geleidelijk afneemt. Na een half jaar is de helderheid tot ongeveer een honderdste van het maximum afgenomen (dat is dus nog altijd 30 miljoen maal die van de zon). De totale energie die vrijkomt in de vorm van straling bedraagt ongeveer 3×1042 joule. Dit is nog maar een fractie van de totale energie die bij de sterexplosie vrijkomt. De kinetische energie van het uitgestoten gas, dat met snelheden tot 10 000 km/s wordt weggeschoten, is nog eens dertig keer zo groot. De totaal hierbij vrijgemaakte energie, 1044 J, is gelijk aan de energie die de zon over een periode van 10 miljard jaar uitstraalt. Nog groter (3×1046 J) is de energie die met neutrino's de ster verlaat.
Als een supernova op de plaats van de zon zou uitbarsten, zou de aarde verdampen; een supernova op de plaats van Sirius (op 8,6 lichtjaar van de Aarde, dat is 8,1 × 1013 kilometer) zou meer licht geven dan de volle maan.

## Naamgeving
Ontdekkingen van supernovae worden gemeld aan het Central Bureau for Astronomical Telegrams van de Internationale Astronomische Unie, die een circulaire uitgeeft met de naam die toegekend is aan de supernovae. De naam bevat de letters SN gevolgd door het jaar van de ontdekking en een, twee of drie (sinds 2016) letters. De eerste 26 supernovae van ieder jaar worden aangegeven door de hoofdletters A - Z. Daarna worden twee kleine letters gebruikt: aa, ab, enz. Dus, bijvoorbeeld SN 2003C geeft de derde supernova aan die ontdekt is in het jaar 2003. De laatste supernova van 2005 was SN2005nc, de 367e supernova die ontdekt was in 2005. Sinds 2000 worden elk jaar honderden supernovae ontdekt. Voor historische supernovae tot 1884 gebruikte men slechts SN en het jaar van ontdekking (bijvoorbeeld SN 1006).

## Ontdekkingsgeschiedenis
De eerste melding van een supernova, SN 185, dateert van 7 december 185 en is afkomstig van een aantal Chinese astronomen in het Boek van de Late Han. De helderste waargenomen supernova was SN 1006, die in detail werd beschreven door Chinese en Arabische astronomen. De op veel plaatsen waargenomen supernova SN 1054 vormde de Krabnevel. 

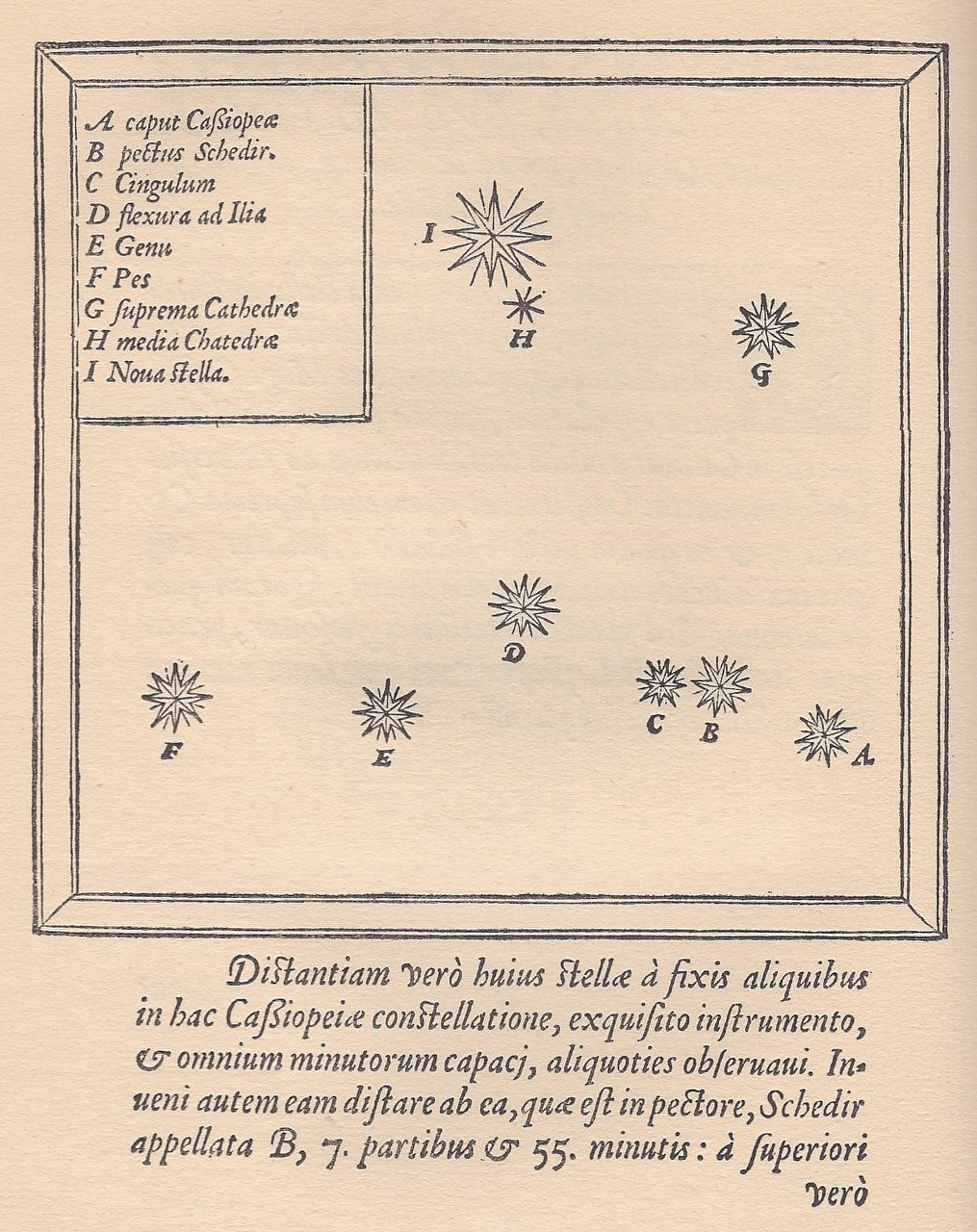
Tekening van Tycho Brahe met de positie van SN 1572 (ster i)

De supernovae SN 1572 en SN 1604, de laatste die met het blote oog konden worden waargenomen, hadden aanwijsbare effecten op de ontwikkeling van de astronomie in Europa, omdat zij werden gebruikt als argument tegen het Aristotelische idee dat het heelal voorbij de maan en de planeten statisch zou zijn.
Toch zijn de meeste supernovae pas laat door de astronomen "ontdekt". Dat komt in de eerste plaats door hun zeldzaamheid: de laatste keer dat er een supernova in het melkwegstelsel verscheen, was in 1604, nog vóór de uitvinding van de telescoop. In 1885 werd een supernova (SN 1885A) gezien in het Andromeda-melkwegstelsel (M31), maar pas in de jaren 1930 werd door het onderzoek van Edwin Hubble duidelijk hoe groot de afstand van M31 is, en dus hoe helder die nieuwe ster van 1885 moest zijn geweest. Pas vanaf die tijd kwam de naam supernova in gebruik (daarvoor werden ze als novae beschouwd). 
In de jaren 60 deed Fritz Zwicky pioniersonderzoek op het gebied van supernovae. Zo ontwierp hij een indeling in typen (zie verderop). Zijn onderzoek werd bemoeilijkt door diverse factoren. Ten eerste de zeldzaamheid van supernovae: midden jaren 60 waren er minder dan driehonderd bekend. Ten tweede stonden al die supernovae op miljoenen lichtjaren afstand, ze leken daardoor erg zwak en het was moeilijk om hun spectra duidelijk te fotograferen. Vooral over de korte fase vóórdat de supernova zijn grootste helderheid bereikte, waren er weinig gegevens. En ten derde: als er al spectra waren, zagen die er heel vreemd uit, met wazige, brede lichte en donkere banden in plaats van normale spectraallijnen.
Vanaf de jaren 70 ontstonden de eerste berekende modellen van supernovae als ontploffende sterren, en de spectra werden verklaard als het licht van snel expanderende gasschillen. Sindsdien is het waarnemend en theoretisch onderzoek spectaculair uitgebouwd. Tegenwoordig worden jaarlijks circa driehonderd nieuwe supernovae ontdekt.

### Enkele historische supernova's
| jaar (nummer)                | verscheen in (sterrenbeeld)  | grootste schijnbare helderheid    | afstand (lichtjaren) | type                                     | opmerkingen |
| ---------------------------- | ---------------------------- | --------------------------------- | -------------------- | ---------------------------------------- | --- |
| ca. 445 miljoen jaar geleden | Niet bekend                  | (Helderder dan de zon met –26,74) | 6000                 | Vermoedelijk geen van de bestaande types | Deze hypothetische supernova zou gepaard gegaan zijn met een gammaflits die een massa-extinctie veroorzaakte. (Zie Laat-Ordovicische massa-extinctie)                                                                              |
| ca. 9000 v.Chr.              | Zeilen (Vel)                 | –13                               | 1600                 | II                                       | restant: Vela-pulsar |
| 185                          | Centaurus (Cen)              | –8                                | 4000-10 000          | I                                        | |
| 386                          | Schutter (Sgr)               | +1,5                              | >16 000              |                                          | was misschien geen supernova maar een nova |
| 393                          | Schorpioen (Sco)             | –0                                | 34 000               |                                          | |
| 1006                         | Wolf (Lup)                   | –9                                | 4000                 | I                                        | |
| 1054                         | Stier (Tau)                  | –6                                | 6500                 | II                                       | restant is de Krabnevel, met pulsar (neutronenster) |
| 1181                         | Cassiopeia (Cas)             | 0                                 | 8500                 |                                          | |
| 1572                         | Cassiopeia (Cas)             | –4,0                              | 8000                 | I                                        | Ster van Tycho (SN 1572) |
| 1604                         | Slangendrager (Oph)          | –3                                | 14 000               | I                                        | Ster van Kepler (SN 1604) |
| ca. 1680                     | Cassiopeia (Cas)             | +5                                | 9000                 |                                          | is indertijd niet opgevallen (was te zwak); restant is Cas A, de helderste radiobron aan de hemel buiten het zonnestelsel |
| 1885A                        | Andromeda (And)              | +7                                | 2 400 000            | Ipec                                     | eerste waargenomen extragalactische supernova (in een ander sterrenstelsel), in de Andromedanevel |
| 1940B                        | Hoofdhaar van Berenice (Com) | +12,8                             | 38 000               | II-P                                     | extragalactisch: in sterrenstelsel NGC 4725; eerst ontdekte supernova van type II |
| 1983N                        | Waterslang (Hya)             | +11,8                             | 15 000               | Ib                                       | extragalactisch: in sterrenstelsel M83; eerst ontdekte type Ib supernova |
| 1986J                        | Andromeda (And)              | +18,4                             | 30 000               | IIn                                      | extragalactisch: in sterrenstelsel NGC 891; helder in radiostraling |
| 1987A                        | Goudvis (Dor)                | +2,9                              | 160 000              | IIpec                                    | in de Grote Magelhaense Wolk; straling bereikte de aarde op 23 februari 1987, 7:35:35 u UT; intensief waargenomen. Deze supernova was vooral interessant doordat men de ster op oude foto's kon terugvinden.                       |
| 1993J                        | Grote Beer (UMa)             | +10,8                             | 11 000               | IIb                                      | extragalactisch: in sterrenstelsel M81 |
| 2006gy                       | Perseus (Per)                | +14,2                             | 240 000              | IIn (*)                                  | Extragalactisch in NGC 1260, sterkste supernova tot dan toe waargenomen door NASA *met een piek van 70 dagen mogelijk een nieuw type, veroorzaakt door een bijzonder zware ster met een massa van ongeveer 150 keer die van de zon |

## Recente opmerkelijke supernovae

### Supernova 1987A

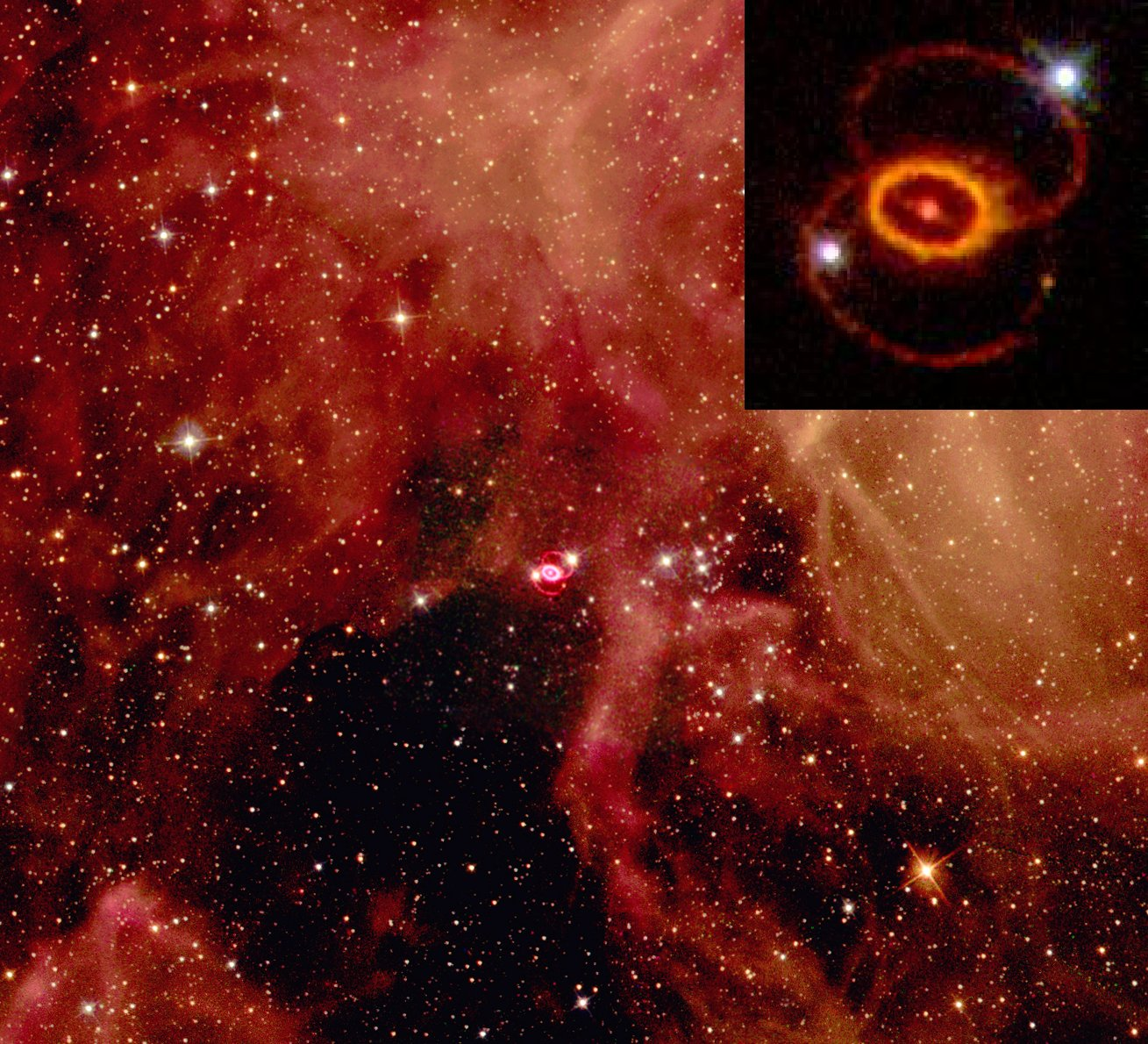
Supernova 1987A

De meeste supernovae zien we in andere sterrenstelsels, op miljoenen lichtjaren afstand. Doordat een supernova zo helder is, is zij ook in een verafgelegen stelsel goed zichtbaar. De opvallendste supernova in de recente geschiedenis vond plaats in 1987 en draagt de naam SN 1987A. De ster die explodeerde bevond zich in de Grote Magelhaense Wolk op ongeveer 160 000 lichtjaar afstand. Voor het eerst had men de mogelijkheid de ster op oude foto's op te zoeken. De ster die ontplofte was waarschijnlijk Sanduleak –69°202, een blauwwitte reuzenster (middellijn 40 maal die van de zon, spectraalklasse B3, oppervlaktemperatuur 16 000 kelvin), die tevoren een schijnbare magnitude van 12,2 had. Op haar maximum bereikte de supernova een schijnbare helderheid van 2,9, waarmee ze op het zuidelijke halfrond met het blote oog goed te zien was. Ook zijn er neutrino's afkomstig van deze explosie gedetecteerd.
Van de erfenis van deze supernova zijn foto's beschikbaar die gemaakt zijn door ruimtetelescoop Hubble.

### SN 2006gy

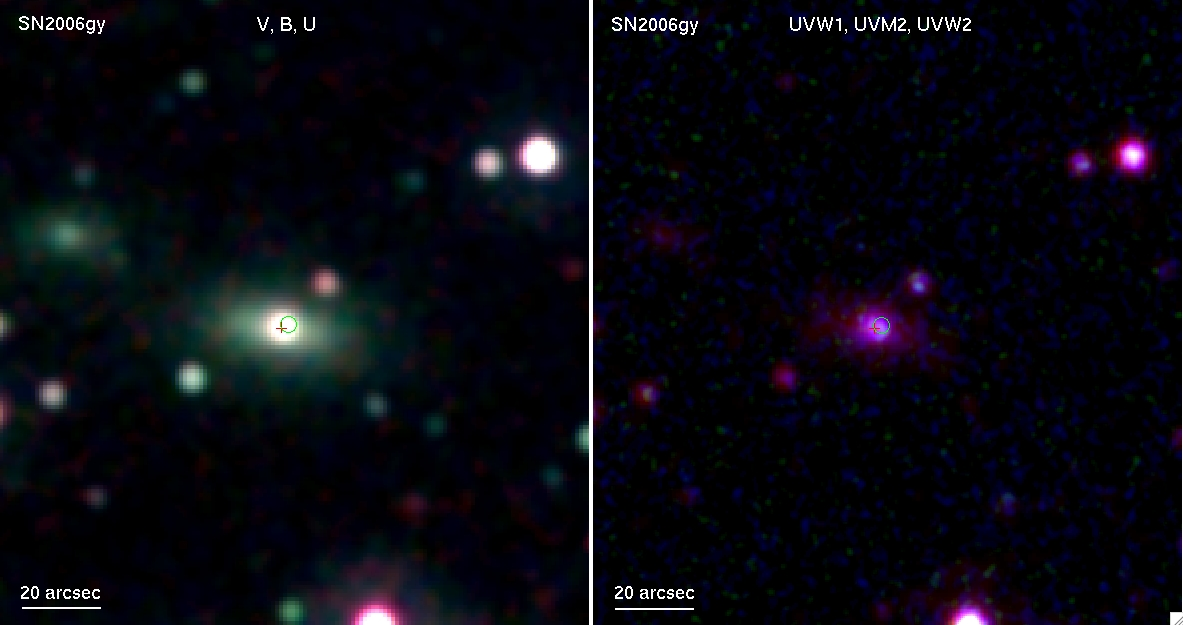
SN 2006gy in NGC 1260

Amerikaanse wetenschappers van de NASA hebben op 8 mei 2007 in Washington bij de aankondiging van SN 2006gy beelden laten zien van Eta Carinae, een ster die een vergelijkbare massa heeft als de veroorzaker van SN 2006GY en die binnen niet al te lange tijd (op astronomische schaal) een vergelijkbare supernova zal kunnen veroorzaken. Eta Carinae staat op 8000 lichtjaar, in vergelijking met de 240 miljoen lichtjaar van SN 2006GY dus veel dichterbij. Als Eta Carinae zou exploderen is er volgens de wetenschappers geen gevaar voor de aarde, maar je zou midden in de nacht zonder lampen aan te doen een boek kunnen lezen.

### SN 2007ck & 2007co

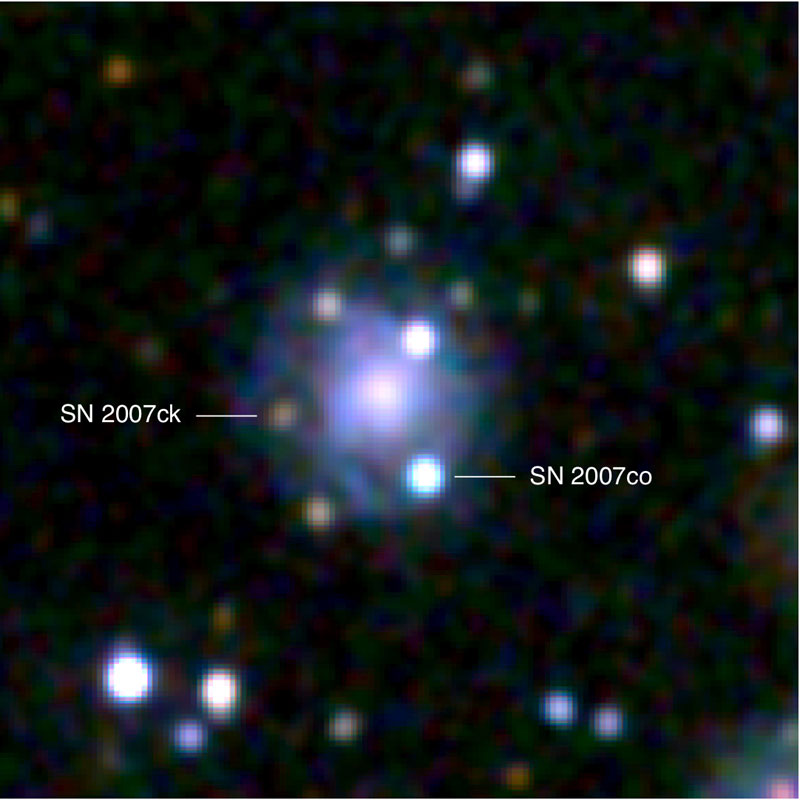
SN 2007ck & 2007co

Op 19 mei 2007 ontplofte supernova 2007ck (type II) in het sterrenstelsel MCG+05-43-16 op 380 miljoen lichtjaar van de aarde in Hercules (sterrenbeeld). In hetzelfde sterrenstelsel zagen astronomen op 4 juni 2007 een tweede supernova, 2007co, een supernova van het type Ia. In feite staan de supernovae tienduizenden lichtjaren van elkaar verwijderd, maar het blijft wel ongewoon om in een sterrenstelsel bijna gelijktijdig twee supernovae te zien ontploffen.

## Typen supernovae

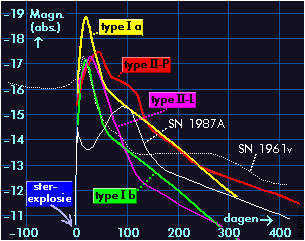
Kenmerkende lichtkrommen van de vier meest voorkomende typen supernova, en van de supernovae 1987A en 1961V. Te zien is dat supernova 1987A, vergeleken met "normale" type II-P-supernovae, een afwijkende lichtkromme had en in het begin betrekkelijk zwak was.

Tot de jaren 60 was bij gebrek aan duidelijke gegevens het belangrijkste criterium om supernovae te classificeren hun lichtkromme, een grafiek die aangeeft hoe de (schijnbare) helderheid varieert in de loop van de tijd. Nadeel is dat achteraf gezien deze indeling niet helemaal recht doet aan de verschillende mechanismen waardoor een ster zich tot supernova ontwikkelt: type Ib en Ic hebben in feite meer gemeen met type II dan met type Ia. Tegenwoordig wordt in de eerste plaats het optisch spectrum gebruikt om supernovae in te delen.
Op grond van lichtkromme en spectrum onderscheidt men:
- Type I In het spectrum is waterstof afwezig. Het maximum van de helderheid duurt een maand of iets korter. Daarna neemt de helderheid heel regelmatig af: iedere 50 dagen halveert ze. Type I supernovae stralen bijna uitsluitend zichtbaar licht uit. Ze worden op basis van hun spectrum verder onderverdeeld in:
  - type Ia: het helderste en meest waargenomen type; er zijn spectraallijnen van Si+
  - type Ib: helium-rijk
  - type Ic: helium-arm
  - type Ipec: "peculiar", dat wil zeggen met ongebruikelijke eigenaardigheden
- Type II In het spectrum is waterstof zichtbaar. Type II supernovae zijn lichtzwakker dan type Ia. Ze stralen, naast zichtbaar licht, ook veel ultraviolet licht uit. Vergeleken met type I duurt het maximum wat langer en is de verdere afname onregelmatiger en trager. Groep II wordt onderverdeeld in:
  - type II-P: "Plateau", de helderheid blijft drie maanden hoog en gaat pas daarna duidelijk dalen
  - type II-L: "Lineair", dat wil zeggen géén plateau; de helderheid daalt eerder dan bij II-P; zeldzamer
  - type IIn: de waterstoflijnen in het spectrum hebben een aparte vorm: boven op de gebruikelijke brede basis staat een smalle emissielijn
  - type IIb: na drie maanden wordt helium zichtbaar en gaat het spectrum lijken op type Ib
  - type IIpec: "peculiar", dat wil zeggen met ongebruikelijke eigenaardigheden
  - incidenteel worden nog ander types onderscheiden, bijvoorbeeld II-S ("Subluminous", dat wil zeggen relatief zwak; een voorbeeld is SN1987A).
- Supernovae met afwijkende kenmerken. In 1965 stelde Zwicky hiervoor aparte groepen voor, type III, IV en V, maar die hebben de tand des tijds niet doorstaan. Tegenwoordig worden afwijkende supernovae doorgaans geclassificeerd als Ipec of IIpec.

Supernovae van type Ia worden het vaakst waargenomen, doordat ze gemiddeld vijf keer zo helder zijn als de andere typen. Als voor dit verschil in helderheid wordt gecorrigeerd, is naar schatting 20% van alle supernovae van type Ia, eveneens 20% van type Ib/c, en de resterende 60% van type II (vooral II-P en IIn).

### Type Ia: witte dwergen
De supernova van type Ia is de helderste soort supernova: ze straalt meer dan een miljard keer meer energie uit dan onze zon. Dit type ontstaat in nauwe dubbelstersystemen, waarin de ene ster een witte dwerg is en de andere een rode reus (of een tweede witte dwerg). De witte dwerg kan van zijn begeleidende ster materie naar zich toe trekken. Men spreekt wel van "stellair kannibalisme": de witte dwerg slurpt de buitenste lagen van zijn begeleidende rode reus (of tweede witte dwerg) op. Zijn massa neemt daardoor toe.
Maar er is een maximale massa die een witte dwerg kan hebben, de Chandrasekhar-limiet die ongeveer 1,2-1,4 zonsmassa bedraagt. Wanneer de massa van de witte dwerg deze limiet overschrijdt, stort door de enorme zwaartekracht de witte dwerg in enkele seconden ineen. De druk en temperatuur worden zo hoog dat er kernfusie op gang komt in de koolstof en zuurstof waaruit de witte dwerg is opgebouwd. De reactie is zo heftig dat de ster volledig explodeert. Bij de explosieve kernfusie wordt radioactief nikkel-56 gevormd, dat via kobalt-56 vervalt tot ijzer-56. Bij dat radioactieve verval komt energie vrij, die het exploderende gas verhit. Het hete gas straalt de energie weer uit in de vorm van licht: dat is het felle oplichten van een supernova van type Ia. Naarmate de radioactiviteit afneemt, vermindert ook de door de supernova uitgezonden hoeveelheid licht: de radioactiviteit van kobalt-56 halveert iedere 77 dagen, en dat is bijna precies de periode waarin de helderheid van de supernova met de helft afneemt.
Een bijzonderheid aan supernovae van type Ia is dat ze vrijwel altijd even lichtsterk zijn, doordat ze plaatsvinden in sterren met een vaste grootte (1,4 zonsmassa) en samenstelling (koolstof en zuurstof). Dit gecombineerd met hun sterke lichtkracht, maakt ze geschikt als hulpmiddel om de afstand van zeer ver verwijderde sterrenstelsels te kunnen bepalen. Supernovae van type Ia worden bestudeerd in het Supernova Cosmology Project. Uit waarnemingen die in het kader van dit project zijn gedaan blijkt dat de uitdijing van het heelal versneld plaatsvindt.
Een tweede mogelijke oorzaak van supernovatype Ia is het samensmelten van twee witte dwergen. Reeds lange tijd heeft men middels computersimulaties getracht bewijs te vinden voor deze theorie. Onderzoekers van het Max Planck Instituut te Duitsland zijn hier in januari 2010 in geslaagd.

### Type Ib en Ic: Wolf-Rayetsterren
Supernovae van type Ib en type Ic ontstaan vermoedelijk op dezelfde wijze als type II (zie onder), maar verschillen daarvan doordat er in het spectrum geen waterstof gevonden wordt. Het gaat daarom naar alle waarschijnlijkheid om Wolf-Rayetsterren, die hun waterstof al volledig verloren hebben voordat ze ontploffen. Een supernova van type Ic is bovendien ook nog haar helium verloren. Geschat wordt dat bij type Ib ongeveer één zonsmassa wordt uitgestoten, dat is 15-25% van de massa van de ster.

### Type II: zware sterren
Een supernova van type II is een explosie aan het einde van de levenscyclus van een zware ster, als de nucleaire brandstof is opgebruikt. Alle sterren die voldoende zwaar zijn (ongeveer acht keer de zonsmassa of meer) eindigen hun leven als supernova. Terwijl lichtere sterren, zoals de zon, aan het eind van hun leven veranderen in een witte dwerg, explodeert bij een zware ster de buitenste schil, als gevolg van een implosie van het binnenste van de ster.

#### Van waterstof tot ijzer
Ver vóór de supernova-uitbarsting is in de ster eerst waterstof via kernfusie omgezet in helium, daarna helium in koolstof en zuurstof, en zijn vervolgens steeds nieuwe elementen gevormd, waarbij de kern van de ster alsmaar compacter en heter werd. Vlak voordat de ster explodeert als supernova, bestaat hij als een ui uit schillen die van buiten naar binnen bestaan uit:
- waterstofrestanten,
- helium,
- een mengsel van koolstof en zuurstof ,
- neon (met zuurstof en magnesium),
- zuurstof (met silicium, zwavel, calcium),
- silicium (en zwaardere elementen, tot ijzer),
- en een kern van ijzer.

#### Implosie
In de ijzeren kern van de ster is de dichtheid zo groot (ruim 1 miljoen kg per cm³) dat de elektronen er ontaard zijn. Gasdruk of stralingsdruk zijn hier niet in staat voldoende tegendruk te leveren tegen de enorme zwaartekracht, alleen de ontaardingsdruk, een kwantummechanische spanning als gevolg van het dicht opeengeperst zijn van de elektronen, is daartoe nog in staat. Ook witte dwergsterren bestaan uit ontaarde materie, en in feite is de kern van de ster inmiddels een witte dwerg van ijzer, ingepakt in de omringende gasschillen.
Voor witte dwergen geldt: hoe groter hun massa, des te kleiner hun afmetingen. We zagen zojuist dat in de eerste uischil rond de ijzerkern silicium fuseert tot ijzer. Daardoor wordt de ijzerkern steeds zwaarder en die moet dus krimpen. De dichtheid in de kern wordt daardoor nóg groter, waardoor de kern vooralsnog in staat blijft tegendruk te geven tegen de zwaartekracht. Zodra echter de massa van de ijzerkern oploopt tot de Chandrasekhar-limiet van ca. 1,4 zonsmassa's, is een stabiele witte dwerg niet meer mogelijk en stort de sterkern in.
Bij deze implosie treden in het ijzer kernreacties op die de problemen nog verergeren. IJzer is de stabielste atoomkern in de natuur. Bij kernreacties tussen ijzerkernen komt daardoor niet, zoals bij alle eerdere kernreacties in de ster, energie vrij (die tegendruk zou kunnen leveren tegen de zwaartekracht), maar integendeel ze kosten energie. Bij de intense hitte die in de sterkern is opgebouwd (~1010 kelvin) zijn de fotonen zo krachtig dat ze ijzerkernen kunnen splijten ("fotodesintegratie"); de energie in die fotonen wordt hierbij verbruikt. Tevens gaan protonen in het ijzer elektronen absorberen, waarbij neutronen worden gevormd ("neutronisatie"): ook dat kost energie. De implosie is onstuitbaar, zodat de neutronenster ontstaat.

#### Schokgolf

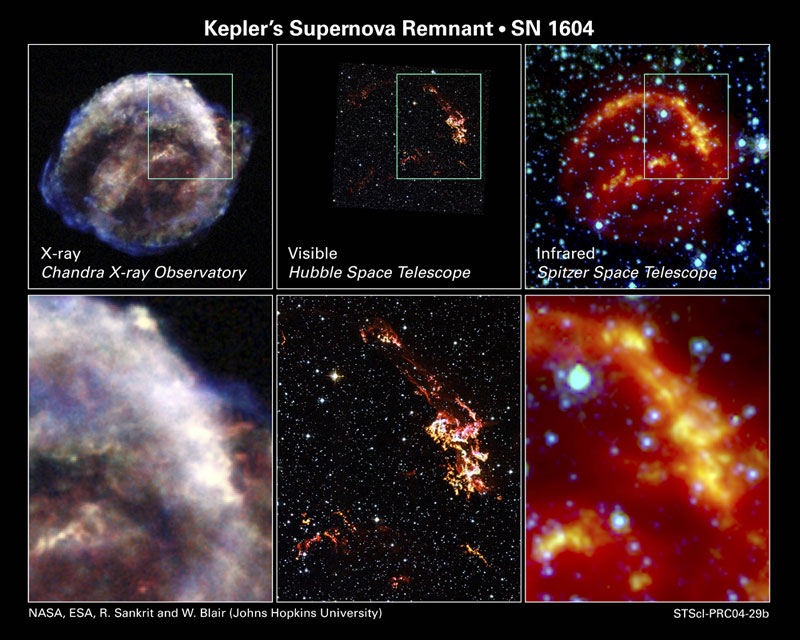
Een plaat van de resten van Keplers supernova, SN 1604. (Chandra X-ray Observatory)

Hoe deze ineenstorting leidt tot een supernova-explosie is (vanwege de extreme, complexe en snel veranderende omstandigheden) nog niet precies te berekenen, maar vermoedelijk gebeurt het volgende. De implosie van de sterkern gaat door totdat, binnen enkele milliseconden, een dichtheid wordt bereikt die even groot is als die van atoomkernen (~1018 kg/m³). Op dat moment neemt de weerstand tegen verdere compressie toe en gaat het ineengestorte binnenste van de ster zich gedragen als een keiharde bol. Meer naar buiten gelegen schillen van de ster die bezig waren naar binnen te vallen, kaatsen terug op deze keiharde bol en botsen met de sterlagen die daar weer achteraan naar binnen vallen. Er ontstaat een schokgolf, die zich naar buiten toe voortplant. Het duurt ongeveer een uur voordat deze het oppervlak van de ster bereikt.

#### Neutrino's
Mogelijk is deze schokgolf al voldoende om de ster uiteen te rijten, maar als dat niet onmiddellijk gebeurt zijn er nog neutrino's om het werk af te maken. Bij de ineenstorting van de sterkern wordt ongeveer een tiende zonsmassa aan energie omgezet in neutrino-antineutrinoparen met energieën in de orde van enkele tientallen MeV. Neutrino's hebben de eigenschap dat ze vrijwel geen wisselwerking met andere materie hebben: ze kunnen ongehinderd de ster verlaten en voeren aldus binnen enkele seconden het grootste deel van de energie uit de imploderende sterkern efficiënt af. Een klein deel van deze energierijke neutrino's wordt echter geabsorbeerd in de meer naar buiten gelegen delen van de ster en staat daar zijn energie af. De schokgolf krijgt daardoor nieuwe kracht en daardoor wordt alsnog een groot deel van de ster met enorme snelheden de ruimte ingeblazen: de supernova-explosie.

#### Uitgestoten massa
Bij een II-L-supernova worden enkele zonsmassa's uitgestoten, bij een II-P-supernova kan dat tien keer zoveel zijn. Doordat bij een II-L-supernova de uitgestoten massa kleiner is en eerder doorzichtig wordt, neemt de totale helderheid sneller af en is er geen "plateau".
Berekend is dat bij de al genoemde supernova 1987A een ster van oorspronkelijk 19 zonsmassa's explodeerde, waarbij 13 zonsmassa's zijn uitgestoten (een flink deel hiervan was al vóór de eigenlijke supernova-uitbarsting afgestoten, als gevolg van een sterke sterrenwind). De 6 zonsmassa's die achterbleven, overschreden de Chandrasekhar-limiet. Er kon zodoende geen witte dwerg ontstaan, maar de ster implodeerde tot een neutronenster of een zwart gat.

### Andere typen supernovae
Supernova 1961V, die in 1961 verscheen in het sterrenstelsel NGC 1058, week af van de bekende patronen doordat deze ster zich ongebruikelijk traag ontwikkelde: het duurde ruim een jaar voordat ze haar maximale helderheid bereikte (normaal is een paar dagen), en daarna bleef ze nog zes jaar zichtbaar, terwijl geen enkele andere supernova ooit langer dan twee jaar zichtbaar is gebleven. Er is wel verondersteld dat dit de explosie is geweest van een uitzonderlijk zware ster, van meer dan 100 zonsmassa's. Tegenwoordig neemt men aan dat 1961V geen supernova is geweest, maar een gigantische gasuitstoting door een LBV-ster (Lichtsterke Blauwe Variabele).

## Kandidaten
Een aantal sterren op relatief kleine afstand van de aarde zal op korte termijn tot supernova kunnen overgaan, waarbij "korte termijn" op astronomische schaal nog steeds tienduizenden jaren kan zijn:
- Antares (type II)
- Betelgeuze (type II)
- Eta Carinae (onzeker, type Ib of Ic)

## Pseudo supernovae
Een sterrenstelsel dat, vanaf de Aarde gezien, een voorgrondster van het melkwegstelsel in diens onmiddellijke nabijheid vertoont, kan de illusie opwekken dat er in dit sterrenstelsel een supernova is ontstaan. De reeks sterrenstelsels die vergezeld zijn van dit soort pseudo supernovae is niet gering. Een voorbeeld van zo'n sterrenstelsel is NGC 2679 dat vergezeld is van een koppel voorgrondsterren die beiden, tijdens het samenstellen van de New General Catalogue (NGC) het nummer 2680 hebben gekregen. Onoplettende waarnemers kunnen dit koppel voorgrondsterren aanzien als twee simultaan optredende supernovae. Nog andere voorbeelden zijn NGC 988, NGC 2974, NGC 4013, NGC 4612, NGC 5063, NGC 5488, IC 5152.
Ook dient gelet te worden op de zich in het zonnestelsel bevindende asteroïden (planetoïden) die zich als pseudo supernovae kunnen vertonen. Dit verschijnsel kan via telescopisch verkregen foto's van sterrenstelsels voor heel wat misverstanden zorgen.